# عبدالعزیز جراد
عبدالعزیز جراد (عربی: عبد العزيز جراد؛ زادهٔ ۱۲ فوریهٔ ۱۹۵۴) یک سیاستمدار اهل الجزایر است. وی از ۲۸ دسامبر ۲۰۱۹ نخست‌وزیر الجزایر است.